# Yizhousaurus
Yizhousaurus là tên không chính thức được đặt cho một chi khủng long chưa được mô tả sống vào thời kỳ kỷ Jura tại Trung Quốc.